# Президентские выборы в Туркменистане (2017)
Президентские выборы в Туркменистане 2017 года прошли 12 февраля.

## Контекст выборов
C 2006 года в Туркменистане у власти находится Гурбангулы Бердымухамедов. На президентских выборах 2012 года Бердымухаммедов победил с результатом в 97 %. Новые Президентские выборы были назначены на 12 февраля 2017 года. Это были первые выборы после принятия парламентом новой конституции страны, в которой срок полномочий президента увеличен с 5 до 7 лет и одновременно введён предельный возраст 70 лет для кандидатов в президенты.

## Кандидаты
В декабре 2016 года правящая Демократическая партия Туркменистана выдвинула кандидатом действующего президента Гурбангулы Бердымухамедова. Всего центральной избирательной комиссией Туркменистана было зарегистрировано 9 кандидатов.
| Имя                       | Партия                                               | Должность |
| ------------------------- | ---------------------------------------------------- | --- |
| Максат Аннанепесов        | —                                                    | заместитель председателя Государственного объединения пищевой промышленности                                   |
| Джуманазар Аннаев         | —                                                    | заместитель Хякима Марыйского велаята                                                                          |
| Бекмырат Аталыев          | Союз промышленников и предпринимателей Туркменистана | депутат Меджлиса, председатель правления Акционерного коммерческого банка «Рысгал»                             |
| Гурбангулы Бердымухамедов | Демократическая партия Туркменистана                 | действующий президент Туркменистана                                                                            |
| Рамазан Дурдыев           |                                                      | директор Сейдинского нефтеперерабатывающего завода, депутат Меджлиса.                                          |
| Меретдурды Гурбанов       |                                                      | заместитель хякима Дашогузской области                                                                         |
| Сердар Джелилов           |                                                      | начальник главного управления экономики и развития Ахалского велаята                                           |
| Сулейманнепес Нурнепесов  |                                                      | генеральный директор производственного объединения «Гарабогазсульфат» Государственного концерна «Туркменхимия» |
| Дурдыгылыч Оразов         | Аграрная партия Туркменистана                        | председатель Марыйского велаятского комитета Аграрной партии                                                   |

## Оппозиция о выборах
Лидер оппозиционной Республиканской партии Туркменистана Ханамов, Нурмухаммед Чарыеви Нурмухаммед Ханамов, бывший посол Туркменистана в Турции проживающий ныне в Австрии, счёл выборы ширмой, потому что их результат заранее определён. Ханамов заявил, что за десять лет после смерти Сапармурата Ниязова в стране практически не произошло изменений. Бердымухаммедов окружил себя родственниками и в стране фактически возник культ личности Бердымухаммедова.
Туркменские правозащитники утверждали, что якобы «к сожалению, Центризбирком не уточнил, сколько голосов собрал каждый из 8 альтернативных президенту Бердымухамедову кандидатов», хотя в официальных итогах выборов были приведены результаты всех официальных кандидатов. После чего «Хроника Туркменистана» отметила, что если разделить голоса отданные за альтернативных кандидатов в сумме на каждого, то получается меньшее число в среднем, чем нужно подписей для выдвижения.

## Итоги
14 февраля 2017 года на заседании Центральной комиссии по проведению выборов и референдумов в Туркменистане были подведены окончательные итоги выборов президента Туркменистана.
По официальным данным в голосовании приняли участие 3 163 692 избирателей или 97,28 % от числа внесённых в списки избирателей (3 252 243 человека).
В период проведения выборов в Туркменистане находилась Миссия наблюдателей от Содружества Независимых Государств, представители ООН и других международных организаций, иностранные журналисты, которые, по мнению Центральной комиссии по проведению выборов и референдумов в Туркменистане, «имели возможность на месте ознакомиться с ходом избирательной кампании, убедиться в открытости и прозрачности выборов».
- Максат Аннанепесов — 1,02 %
- Джуманазар Аннаев — 0,21 %
- Бекмурад Аталыев — 0,36 %
- Гурбангулы Бердымухамедов — 97,69 %
- Рамазан Дурдыев — 0,15 %
- Меретдурды Гурбанов — 0,17 %
- Сердар Джелилов — 0,25 %
- Сулейманнепес Нурнепесов — 0,09 %
- Дурдыгылыч Оразов — 0,06 %.

В соответствии со статьёй 76 Избирательного кодекса Туркменистана Центризбирком объявил, что кандидат Гурбангулы Мяликгулыевич Бердымухамедов, набравший абсолютное большинство голосов избирателей (97,69 %), признан избранным президентом Туркменистана.
Также Постановлением ЦИК был определён день инаугурации вновь избранного президента страны.